# Readsoft
ReadSoft is een Zweeds softwarebedrijf, opgericht in 1991, dat software ontwikkelt voor documentautomatisering en procesoptimalisering, inclusief document- en data-capture, integratie met ERP (zoals SAP AG of Oracle Corporation) en daaruit volgende workflow. ReadSoft is actief in 16 landen in Europa, Noord-Amerika, Zuid-Amerika, Azië en Australië. Het hoofdkantoor is gevestigd in Zweden. ReadSoft is genoteerd aan de Stockholm Stock Exchange.
ReadSofts documentautomatisering omvat data-extractie (optical character recognition) vanaf papier en vanaf elektronische documenten, integratie met bedrijfs-ERP-systemen (zoals SAP, Oracle, Microsoft Dynamics) en routering naar agenten voor het bedrijf ter goedkeuring en probleemoplossing via workflow. ReadSoft noemt dit softwareplatform ReadSoft DOCUMENTS. ReadSoft onderhoudt SAP- en Oracle-competentie- en ontwikkelingscentra die geïntegreerde oplossingen bieden voor bedrijven met SAP of Oracle. Onder haar klanten bevinden zich zowel wereldwijd alsook landelijk opererende bedrijven. Marktanalyst bedrijf Harvey Spencer Associates rapporteert ReadSoft met een 16% marktaandeel.

## Tijdslijn en geschiedenis
- 1991: Introductie automatische data-capture, inclusief handschriftherkenning
- 1994: Introductie nieuwe technische innovaties zoals Fast Verify, Batch Handling, en de mogelijkheid om meerdere talen te verwerken
- 1997: Introductie van een zelflerende technologie voor factuurverwerking, met automatische sjablonen en automatische herkenning
- 2000: Introductie van de mogelijkheid om documenten ook in kleur te kunnen verwerken
- 2000: Introductie van een geünificeerd proces voor alle media, inclusief e-mail, fax, web, en papier
- 2001: Introductie van een gecertificeerde integratie met SAP R/3
- 2002: Introductie van EDI, met elektronische uitwisseling van facturen via e-mail
- 2003: Introductie van mobiele data-capture met behulp van een digitale pen
- 2004: Introductie van het eerste complete productplatform voor documentautomatisering
- 2005: Introductie van de eerste gecertificeerde integratie met Oracle E-Business Suite
- 2006: Overname van de Duitse SAP specialist Ebydos AG - introductie van het SAP-ontwikkelingscentrum
- 2006: Overname van het Deense Consit Development, een Oracle-specialist - introductie van het Oracle-ontwikkelingscentrum